# 德库马努斯·马克西莫斯

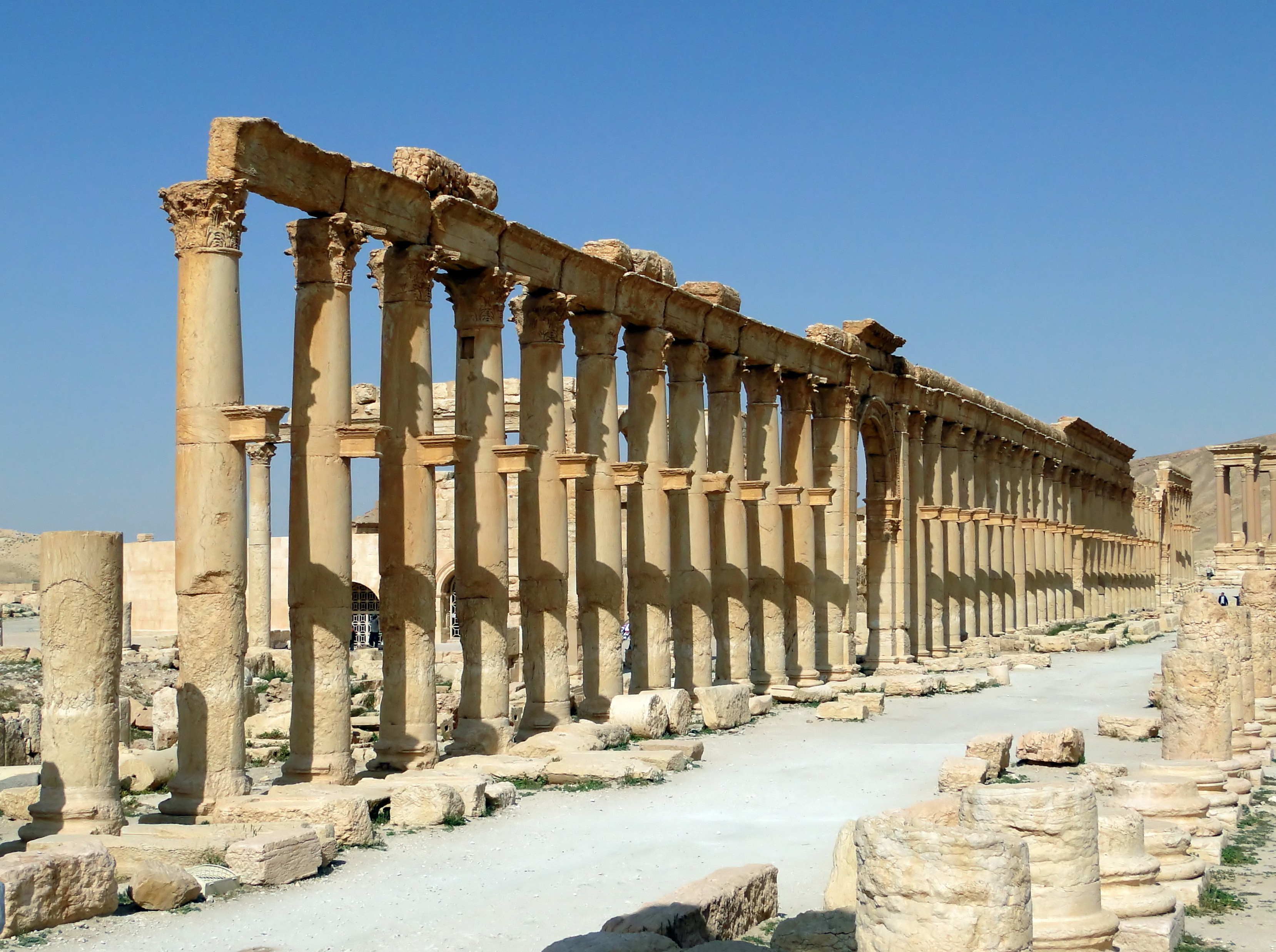
叙利亚巴尔米拉的德库马努斯·马克西莫斯

在古罗马城市规划中，德库马努斯（decumanus）是指古罗马城市或古罗马兵营中的东西向道路。而东西向的主街称为德库马努斯·马克西莫斯（Decumanus Maximus）。在军营里，“德库马努斯”连接普拉托里亚门（Porta Praetoria，最接近敌人）与德库马纳门（Porta Decumana，最远离敌人）。
这个名字来自这样一个事实，即“德库马纳街”（via decumana）或“第十街”（decimana） ，将军团营地中的第十步兵隊与第九隊分隔开来，如同昆塔纳街（via quintana）将第五隊和第六隊分开一样。
在中间（groma），德库马努斯·马克西莫斯穿过垂直的南北主街卡多·马克西姆斯（Cardo Maximus）。广场（Forum）通常位于德库马努斯·马克西莫斯与卡多·马克西姆斯的交叉路口附近。

## 示例

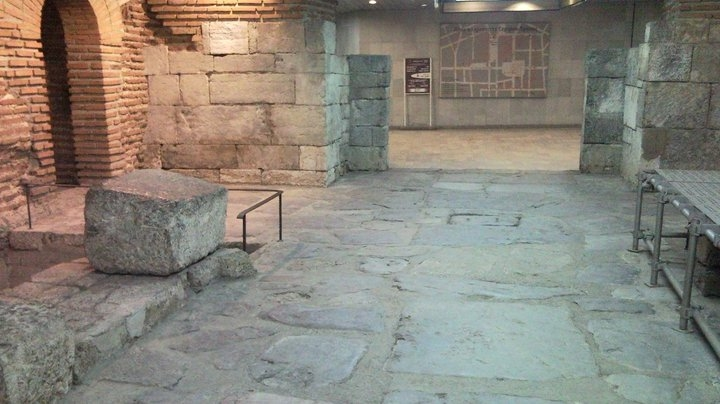
德库马努斯·马克西莫斯与左侧的东门，塞尔迪卡，今保加利亚的索菲亚

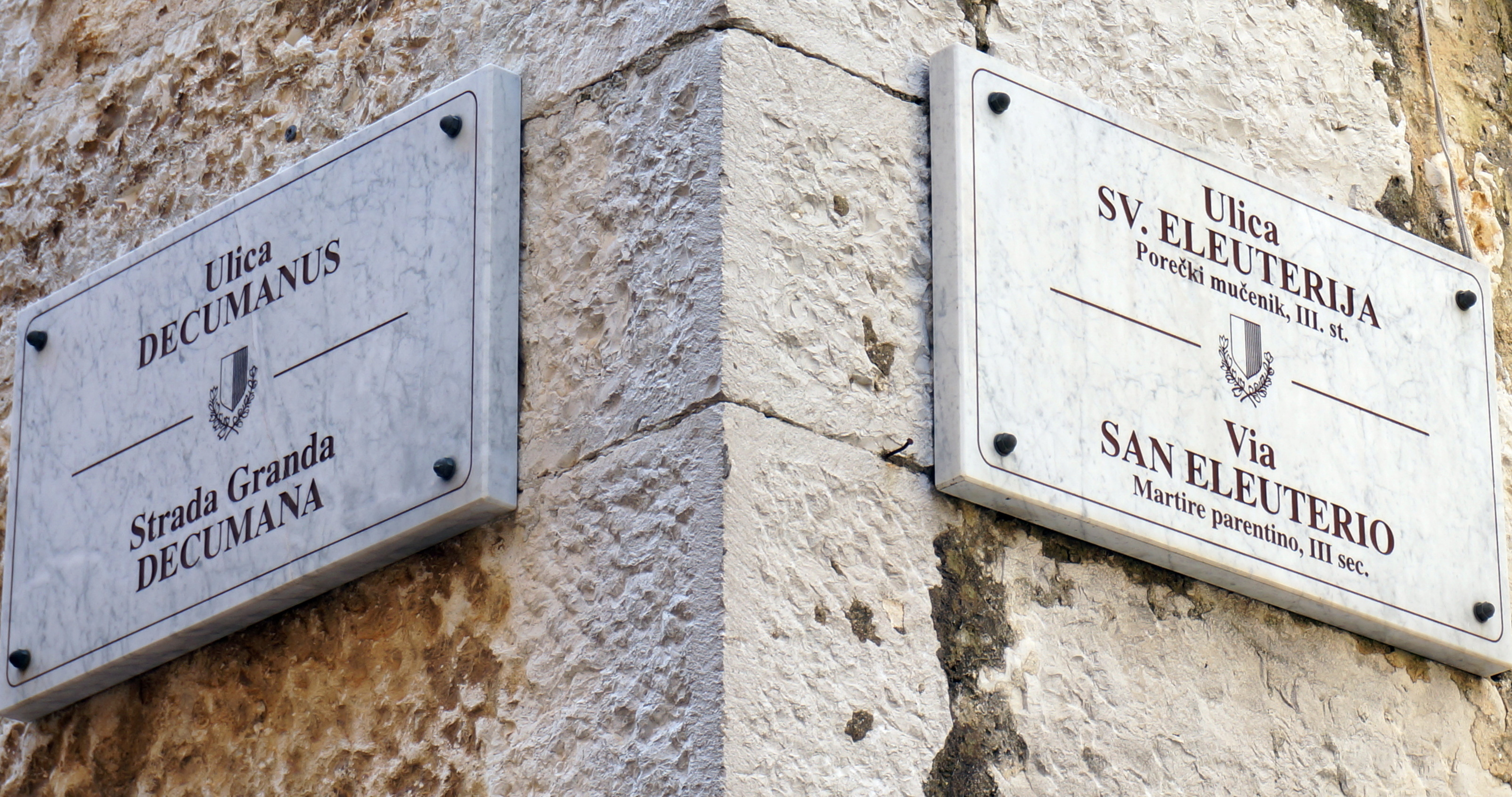
德库马努斯与与圣爱琉德理街交汇处，克罗地亚的波雷奇

在古罗马时期的巴塞罗那，德库马努斯·马克西莫斯开始于城门（仍然存在），在今日的新广场（Plaça Nova）。
在克罗地亚的斯普利特，有建于罗马时期的联合国教科文组织世界遗产戴克里先宫。这座城市由皇帝戴克里先建造，展示了典型的罗马正交街道系统，德库马努斯·马克西莫斯连接西面的铁门和东面的银门。
在古罗马的加达拉（Gadara），今天约旦的乌姆盖斯（Umm Qais），德库马努斯东西走向，长约一公里，尚存古代的旗石。
另一个很好的例子是大马士革直街（Via Recta），长1，500米，连接东门和西门。
贝鲁特中央商务区的魏刚街（Rue Weygand），东西走向，仍然遵循古罗马德库马努斯。

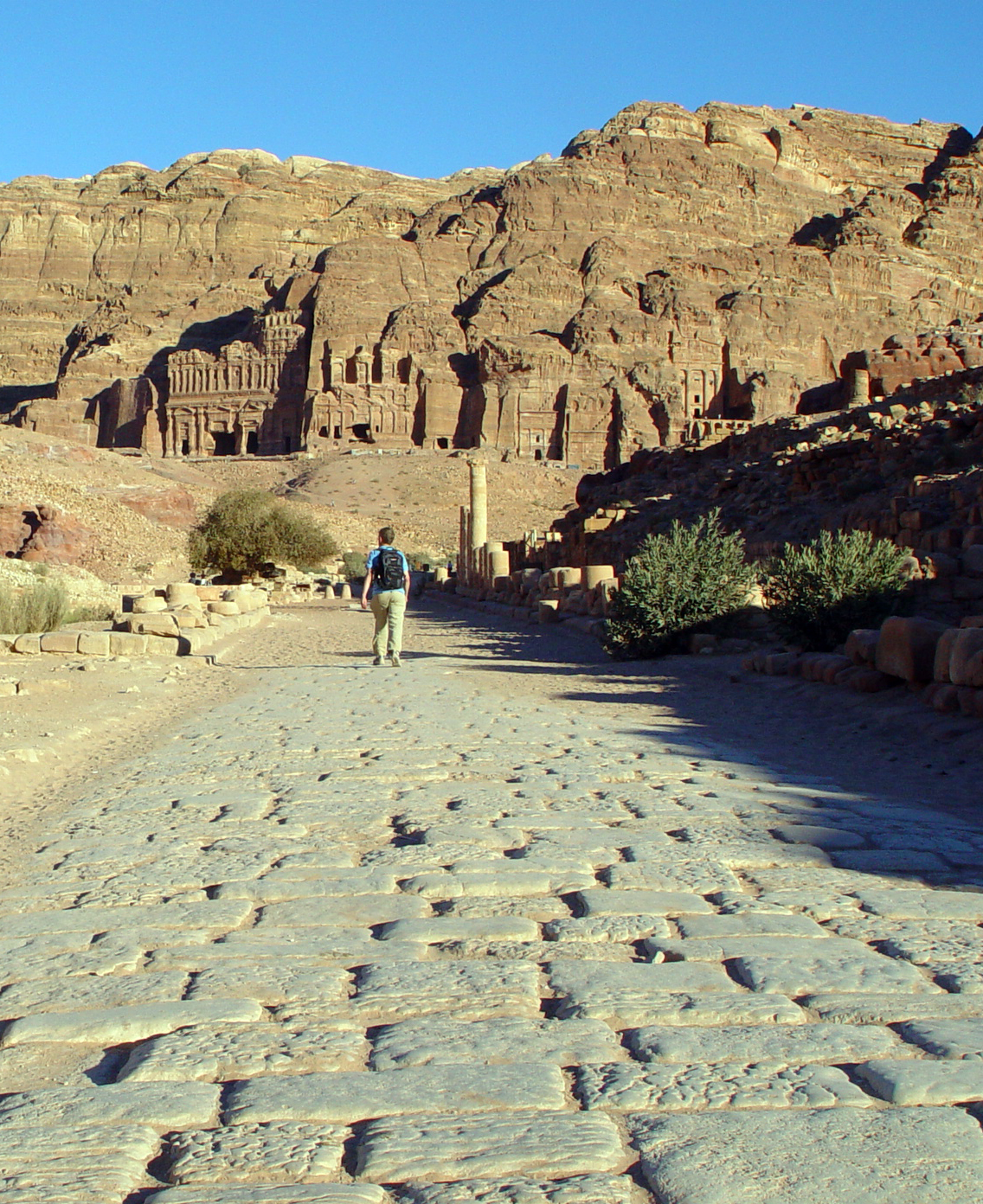
德库马努斯·马克西姆斯是约旦佩特拉的主要街道，两边都是商铺

在佛罗伦萨，德库马努斯被保留下来，即历史中心的斯特罗齐街（Via Strozzi）、斯佩齐亚利街（Via Speziali）和科尔索大道（Via del Corso）。虽然这些街道有不同的名称，但它们形成了一条连续的线，斯特罗齐街与斯佩齐亚利街由斯特罗齐宫（Palazzo Strozzi）分开。在罗马时代，这三条街道形成了弗洛伦蒂纳（佛罗伦萨）的德库马努斯。罗马街（Via Roma）和卡利马拉街（Via Calimala）构成了古代的卡多（南北干道），二者交汇的古代广场即现在的共和广场（Piazza della Repubblica）。
在那不勒斯，仍然存在三条主要的德库马努斯，分别是
- 上德库马努斯（Decumano Superiore）：包括萨皮恩扎街（Via Sapienza）、皮萨内利街（Via Pisanelli）和安蒂卡利亚街（Via Anticaglia）
- 大德库马努斯（Decumano Maggiore）：法庭街（Via dei Tribunali）
- 下德库马努斯（Decumano Inferiore）：斯帕卡那波利街（Via Spaccanapoli），包括贝内德托·克罗齐街（Via Benedetto Croce）和圣伯拉修街（Via San Biagio dei Librai）。